# 法罗群岛—欧盟关系
法羅群島－歐盟關係是指法羅群島與歐洲聯盟的關係。罗马条约中清楚地说明，虽然法罗群岛是丹麦王国的自治领地，但是却非欧盟的一部分。
影响法罗群岛与欧盟的关系的法律条文主要有 1977年的渔业条约，以及1991年（1998年被再次修改）的自由贸易协定。法罗群岛一直拒绝加入欧盟的最主要原因是后者的共同渔业政策。

## 与欧盟关系
罗马条约清晰指明，法罗群岛并非欧盟的一部分。 欧盟的自由流动货物、人员、资本和服务以及其他法律指令皆不适用于当地。
丹麦加入欧盟的条约中有条例声明，所有居住在法罗群岛的丹麦公民并不被视为欧盟公民，（其他居住在当地的欧盟公民依然保持原有身份）除非有特殊许可，无权在欧盟内定居。
法罗群岛同样没有加入申根区。虽然法罗群岛与申根区之间没有边境管制， 但是会在机场设置护照检查。
法罗群岛境内的一些国际性服务，例如电话漫游以及银行汇款，要比欧盟境内昂贵很多。

## 欧盟抵制法罗群岛
2013年7月，由于在鲱鱼和鲐鱼的捕鱼配额发生争端，欧盟宣布对法罗群岛发起制裁。 制裁从2013年8月28日开始，禁止法罗群岛所有载有鲱鱼和鲐鱼的船只使用欧盟境内的港口，包括丹麦、瑞典和芬兰。 欧盟同时禁止法罗群岛向其境内出口鲱鱼和鲐鱼。两地后来达成一致意见，制裁于是在2014年8月20日结束，法罗群岛的鲐鱼捕鱼配额从原来的4.62%增加为12.6%。

## 采用欧元
法罗群岛使用法罗群岛克朗——一种特殊版本的丹麦克朗，上印有法罗语。法罗群岛克朗并不是一种独立的货币，可以与丹麦克朗一比一兑换。 法罗群岛的货币政策由丹麦中央银行控制。 如果丹麦日后接受欧元，法罗群岛和格陵兰岛则需要另外的公投来决定是否亦接受欧元。以上两个丹麦的自治领都曾投票决定不加入欧盟，因此如果丹麦需要对是否采用欧元而展开公投，两地无需参与。 2009年11月5日法罗群岛议会提出议案，要求调查采用欧元的可能性，包括该地采用欧元后所可能产生的法律、经济影响。

## 欧盟成员资格
法罗群岛右翼政党—— 联盟党主张加入欧盟。然而左翼政党共和党则担忧，如果法罗群岛加入欧盟，则可能如设得兰群岛以及奥兰一样在欧盟内部被边缘化，同时称，相比加入欧盟，法罗群岛更愿意优先解决与丹麦的政治关系。
法罗群岛方面最主要的担忧是渔业——渔业占当地90%的出口份额。由于渔业对当地的经济影响太大，而群岛的人口相对欧盟总体来说极小，因此法罗群岛并不愿意把渔业控制权交给欧盟。